# Tatort: Neugeboren
Neugeboren ist ein Fernsehfilm aus der Krimireihe Tatort. Der von Radio Bremen produzierte Beitrag ist die 1169. Tatort-Episode und wurde am Pfingstmontag, 24. Mai 2021, im Programm Das Erste ausgestrahlt. Das Bremer Ermittlertrio Moormann, Andersen und Selb ermittelt in seinem ersten Fall.

## Handlung
Die Bremer Polizei befindet sich in einem Großeinsatz: Das Kind von Sophie Völkers wurde kurz nach der Geburt aus dem Krankenhaus entführt. Daneben wird vor einem verlassenen Industriegebäude die Leiche des Dealers Jannik Waltz gefunden. Schnell stellt sich heraus, dass es sich nicht um einen Suizid, sondern um ein Tötungsdelikt handelt. Die aus Bremerhaven neu eingetroffene Kommissarin Liv Moormann ermittelt zusammen mit ihrem dänischen Kollegen Mads Andersen, unterstützt durch die BKA-Beamtin Linda Selb.
Die Ermittlungen führen zu den Bewohnern eines Hochhauses, speziell zu dem arbeitslosen, alkoholkranken Ex-Fußballer Rudi Stiehler und dessen Tochter Jessica, die gerade entbunden hat. Waltz war früher häufiger bei den beiden gesehen worden. Rena Baumann, die Freundin des Toten, glaubt, dass Stiehler Waltz getötet hat, weil der Jessica geschwängert habe, dafür aber nicht „geradestehen“ wollte.
Stiehler gibt die Tat am Ende zu, seine Beschreibung der Einzelheiten ist aber unglaubhaft. Die Polizisten vermuten, er wolle seinen Sohn Marco decken.
Als im Keller des Krankenhauses ein totes Neugeborenes gefunden wird und die Ermittlungen ergeben, dass Jessica in diesem Krankenhaus zur Kinderkrankenschwester ausgebildet wurde, suchen sie Jessica auf. Jessica flieht mit dem Säugling auf das Dach des Hochhauses und droht, sich mit ihm hinunterzustürzen. Moormann kann sie zu einem Geständnis überreden: Waltz habe sie unter Druck gesetzt, weil sie seine neue Beziehung zu Rena Baumann bedroht hätte. Er habe sie in den Bauch getreten und so eine Totgeburt ausgelöst. Nachdem sie das tote Kind im Keller des Krankenhauses abgelegt habe, habe sie auf dem Rückweg zufällig im Zimmer von Sophie Völkers, nachdem diese das Zimmer überfordert verlassen hatte und zunächst nicht zurückkam, das schreiende Kind gesehen, es gestillt und dann mit nach Hause genommen. Jessica folgt Moormann schließlich ohne Widerstand vom Dach, das Kind wird zu seiner überglücklichen Mutter gebracht.
Wie sich schließlich herausstellt, hatte Jessica Waltz nach dessen Attacke auf sie verfolgt und von einer Mauer gestoßen, sodass er bewusstlos war, sie ihn aber für tot hielt. Ihr Bruder Marco und dessen Freunde haben ihn später, um Jessicas Tat zu vertuschen, erstochen und die Leiche vom Dach des Industriegebäudes geworfen. Alle werden getrennt verhört, dabei gestehen Tim und Marco den Tathergang.

## Hintergrund
Der Film wurde vom 3. November 2020 bis zum 2. Dezember 2020 in Bremen und Umgebung gedreht. Die Szenen eingangs der Episode entstanden im Bremer Hauptbahnhof sowie auf dessen Vorplatz. Für den Tatort wurde ein Wohnblock in Sichtweite zum Fernmeldeturm Bremen gewählt.
Als Soundtrack fanden Cold Cold Ground (1987) von Tom Waits, What You Know Bout Love (2020) von Pop Smoke sowie Donuts (2020) von Gzuz Verwendung.
Die satirische Mockumentary-Miniserie How to Tatort begleitete das Tatort-Team bei der Teamfindung und am Set des neuen Tatorts aus Bremen.

## Rezeption

### Kritiken
„In der Mockumentary »How to Tatort« […] reflektierten Jasna Fritzi Bauer und ihre neuen Kolleginnen so salopp wie sarkastisch darüber, wie es sich anfühlt, als junge Menschen den ollen heiligen Gral der deutschen Krimi-Unterhaltung verteidigen zu müssen. Von dieser Lockerheit ist jetzt in der ersten regulären Folge wenig zu spüren. Die Handlung wird manchmal übertrieben ehrgeizig auf den Effekt inszeniert, zwischen den vielen Dialogpointen bleibt dann keine Luft zum Atmen.“

„Im Tatort Neugeboren ist das Typenspiel wichtiger als die Ermittlung. Da ist die erratische Selb, die sich schon früher in Bremen über schöne Leichen gefreut hat. Der dänische Ermittler Andersen sagt wenig, handelt schnell und blickt eindringlich. Natürlich hat er ein Geheimnis. Moormann duzt jeden, schnoddert herum - und schafft es so auf ihre Art, auf Augenhöhe mit den Menschen im Milieu zu reden. Ein feines Debüt des neuen Trios, vor allem, weil die dreifaltige Schrulligkeit so austariert gespielt wird, dass man nicht das Gefühl hat, drei Ego-Shootern bei der Arbeit zuzusehen, sondern einem Team. Am Ende wird trotzdem nichts gut. Würde auch nicht zur Geschichte passen.“

„Die junge Kommissarin Liv Moormann (Jasna Fritzi Bauer) ist die meiste Zeit übellaunig und trägt entschieden zu helle Klamotten für Ermittlungen am Tatort. Aber sie dachte ja auch, sie gehe nur zu ihrem Vorstellungsgespräch. Der mittelalte dänische Austauschermittler Mads Andersen (Dar Salim) ist die meiste Zeit auch mies gelaunt und spricht so schlecht Deutsch, dass man sich ab und zu Untertitel wünscht. Oft trägt Kommissarin Liv Moormann aus dem Off tiefgründelnde Kommentare zum Geschehen bei. Der Höhepunkt: „Das Leben fängt Scheiße an und hört Scheiße auf. Dazwischen gibt es manchmal Kuchen“. Ach du liebes Lieschen. In Bremen antwortet man an solchen Stellen: „Halt bloß den Sabbel“.“

„[...] nun treten mit Jasna Fritzi Bauer und Dar Salim zwei wirklich gute und frische Schauspieler als Kommissare auf den Plan. Das klingt vielversprechend, ist es aber in ihrem ersten Fall leider nicht wirklich. Das liegt weniger an den Darstellern selbst als an der Handlung von Neugeboren.“

### Einschaltquoten
Die Erstausstrahlung von Neugeboren am 24. Mai 2021 wurde in Deutschland von 8,41 Millionen Zuschauern gesehen und erreichte einen Marktanteil von 25,0 % für Das Erste.